# یوهان تلگما
یوهان تلگما (استونیایی: Juhan Telgmaa؛ زادهٔ ۳ ژانویهٔ ۱۹۴۶) استاد دانشگاه، سیاستمدار و نماینده سابق مجلس اهل استونی است.